# Wereldkampioenschappen synchroonzwemmen 2023 – Duet technische routine
De technische routine voor duetten tijdens de wereldkampioenschappen synchroonzwemmen 2023 vond plaats op 14 en 16 juli 2023 in de Marine Messe in Fukuoka.

## Uitslag
| Rang   | Namen                                        | Land                | Voorronde | Voorronde | Finale        | Finale        |
| Rang   | Namen                                        | Land                | Punten    | Rang      | Punten        | Rang          |
| ------ | -------------------------------------------- | ------------------- | --------- | --------- | ------------- | ------------- |
| Goud   | Moe Higa Mashiro Yasunaga                    | Japan               | 215,2700  | 12        | 273,9500      | 1             |
| Zilver | Linda Cerruti Lucrezia Ruggiero              | Italië              | 234,2667  | 8         | 263,0334      | 2             |
| Brons  | Alisa Ozhogina Iris Tió                      | Spanje              | 228,7059  | 9         | 257,8368      | 3             |
| 4      | Wang Liuyi Wang Qianyi                       | China               | 280,3334  | 1         | 249,4099      | 4             |
| 5      | Anna-Maria Alexandri Eirini-Marina Alexandri | Oostenrijk          | 275,3233  | 2         | 240,5117      | 5             |
| 6      | Sofia Malkogeorgou Evangelia Platanioti      | Griekenland         | 236,1667  | 7         | 238,4784      | 6             |
| 7      | Bregje de Brouwer Noortje de Brouwer         | Nederland           | 259,9635  | 4         | 231,7799      | 7             |
| 8      | Kate Shortman Isabelle Thorpe                | Verenigd Koninkrijk | 226,9067  | 10        | 228,3801      | 8             |
| 9      | Nuria Diosdado Joana Jiménez                 | Mexico              | 244,2000  | 6         | 222,5667      | 9             |
| 10     | Maryna Aleksiiva Vladyslava Aleksiiva        | Oekraïne            | 274,1934  | 3         | 213,1599      | 10            |
| 11     | Maria Gonçalves Cheila Vieira                | Portugal            | 217,5866  | 11        | 208,4600      | 11            |
| 12     | Shelly Bobritsky Ariel Nassee                | Israël              | 248,7284  | 5         | 182,7332      | 12            |
| 13     | Hur Yoon-seo Lee Ri-young                    | Zuid-Korea          | 204,8133  | 13        | Uitgeschakeld | Uitgeschakeld |
| 14     | Noemi Büchel Leila Marxer                    | Liechtenstein       | 204,5567  | 14        | Uitgeschakeld | Uitgeschakeld |
| 15     | Laura Miccuci Gabriela Regly                 | Brazilië            | 203,9234  | 15        | Uitgeschakeld | Uitgeschakeld |
| 16     | Melisa Ceballos Estefania Roa                | Colombia            | 196,2966  | 16        | Uitgeschakeld | Uitgeschakeld |
| 17     | Megumi Field Ruby Remati                     | Verenigde Staten    | 196,0066  | 17        | Uitgeschakeld | Uitgeschakeld |
| 18     | Scarlett Finn Kenzie Priddell                | Canada              | 192,0200  | 18        | Uitgeschakeld | Uitgeschakeld |
| 19     | Carolyn Buckle Kiera Gazzard                 | Australië           | 189,6634  | 19        | Uitgeschakeld | Uitgeschakeld |
| 20     | Chiara Diky Lea Anna Krajčovičová            | Slowakije           | 186,5100  | 20        | Uitgeschakeld | Uitgeschakeld |
| 21     | Arina Pushkina Yasmin Tuyakova               | Kazachstan          | 184,2734  | 21        | Uitgeschakeld | Uitgeschakeld |
| 22     | Karolína Klusková Aneta Mrázková             | Tsjechië            | 183,8601  | 22        | Uitgeschakeld | Uitgeschakeld |
| 23     | Diana Onkes Ziyodakhon Toshkhujaeva          | Oezbekistan         | 182,8649  | 23        | Uitgeschakeld | Uitgeschakeld |
| 24     | Hana Hiekal Malak Toson                      | Egypte              | 179,0300  | 24        | Uitgeschakeld | Uitgeschakeld |
| 25     | Debbie Soh Miya Yong                         | Singapore           | 176,5883  | 25        | Uitgeschakeld | Uitgeschakeld |
| 26     | Pongpimporn Pongsuwan Supitchaya Songpan     | Thailand            | 175,2599  | 26        | Uitgeschakeld | Uitgeschakeld |
| 27     | Blanka Barbócz Angelika Bastianelli          | Hongarije           | 173,8016  | 27        | Uitgeschakeld | Uitgeschakeld |
| 28     | Isidora Letelier Rocío Vargas                | Chili               | 172,4133  | 28        | Uitgeschakeld | Uitgeschakeld |
| 29     | Sasha Miteva Dalia Penkova                   | Bulgarije           | 168,6933  | 29        | Uitgeschakeld | Uitgeschakeld |
| 30     | Tiziana Bonucci Luisina Caussi               | Argentinië          | 167,4149  | 30        | Uitgeschakeld | Uitgeschakeld |
| 31     | Kyra Hoevertsz Mikayla Morales               | Aruba               | 165,2667  | 31        | Uitgeschakeld | Uitgeschakeld |
| 32     | Nil Talu Esmanur Yirmibeş                    | Turkije             | 163,6001  | 32        | Uitgeschakeld | Uitgeschakeld |
| 33     | Andrea Maroto Raquel Zúñiga                  | Costa Rica          | 159,2233  | 33        | Uitgeschakeld | Uitgeschakeld |
| 34     | Eva Morris Eden Worsley                      | Nieuw-Zeeland       | 157,3483  | 34        | Uitgeschakeld | Uitgeschakeld |
| 35     | Gabriela Alpajón Dayaris Varona              | Cuba                | 156,8600  | 35        | Uitgeschakeld | Uitgeschakeld |
| 36     | Agustina Medina Lucía Pérez                  | Uruguay             | 153,1900  | 36        | Uitgeschakeld | Uitgeschakeld |
| 37     | Ao Weng I Chau Cheng Han                     | Macau               | 152,1800  | 37        | Uitgeschakeld | Uitgeschakeld |
| 38     | Jess Hayes-Hill Laura Strugnell              | Zuid-Afrika         | 126,7933  | 38        | Uitgeschakeld | Uitgeschakeld |